# Neosticta fraseri
Neosticta fraseri är en trollsländeart som beskrevs av Watson 1991. Neosticta fraseri ingår i släktet Neosticta och familjen Isostictidae. Inga underarter finns listade i Catalogue of Life.